# Stanisław Kazimierz Laudański
Stanisław Kazimierz Stejgwił Laudański herbu Jastrzębiec – stolnik brzeskolitewski w latach 1676–1679, podstoli wendeński w latach 1669–1674.
Jako poseł powiatu upickiego na sejm elekcyjny 1669 roku podpisał pacta conventa Michała Korybuta Wiśniowieckiego w 1669 roku. Był posłem powiatu upickiego województwa trockiego na sejm nadzwyczajny 1672 roku. Jako poseł upicki na sejm konwokacyjny 1674 roku był członkiem konfederacji generalnej zawiązanej 15 stycznia 1674 roku na tym sejmie.